# Tomo Botteri
Tomo Botteri (oko 1722. – Dubrovnik, 20. travnja 1771.), hrvatski pisac i propovjednik, dominikanac

## Životopis
Rodio se je oko 1722. godine. U Dubrovniku je primljen u dominikance 1739. godine. Poslije školovanja posvetio se govorništvu. Osobito se zanimao za propovjedništvo. Autor je većeg broja pohvalnih govora i zbirkâ propovijedi. Napisao je mnoge govore, pisanih prema A. Đurđevići, čistim i izvrsnim hrvatskim jezikom. Nažalost, od njih niti jedan nije sačuvan. Obnašao je dužnost priora dominikanskog samostana u Dubrovniku. Na toj je dužnosti i umro.